# Furt de identitate
Furtul de identitate este o infracțiune ce constă în asumarea frauduloasă a identității unei alte persoane cu scopul impersonării acesteia. 
Este un tip de fals privind identitatea, un tip de infracțiune ce are în vedere frauda privitoare la identitate. Este apropiat, deci, cu frauda de identitate, în care infractorul își asumă o identitate falsă, în situația de față acesta asumându-și identitatea unei alte persoane, fapt ce o poate prejudicia și pe aceasta.